# Melisenda de Trípoli
Melisenda de Trípoli (fl. alrededor de 1160) era hija de Hodierna de Jerusalén y Raimundo II, conde de Trípoli.

## Biografía
Melisenda recibió su nombre en honor a su tía Melisenda, reina de Jerusalén, y era prima de los reyes Balduino III y Amalarico I.
Sus padres discutían constantemente y había rumores de que Raimundo no era su padre. Durante una disputa particularmente intensa en 1152, la familia llamó a la reina Melisenda y a su hijo Balduino III para que intervinieran, y el conflicto se resolvió, aunque su padre murió a manos de la secta de los asesinos directamente después. Su territorio quedó en manos de Hodierna hasta que su hijo Raimundo III, hermano de Melisenda, alcanzó la mayoría de edad.
Melisenda y su hermano eran cercanos, y en 1160, cuando el emperador bizantino Manuel I Comneno pidió una nueva esposa de los Estados cruzados, su hermano y su primo Balduino III intentaron arreglar su matrimonio con el emperador. Hodierna, Raimundo III, la reina Melisenda y Balduino III reunieron una enorme dote en previsión del matrimonio con Manuel, «preparada con gran gasto y gran celo», que «superó el lujo de los reyes», según el historiador medieval Guillermo de Tiro. Los regalos debían enviarse en doce galeras equipadas por Raimundo III. Sin embargo, los embajadores de Manuel investigaron a fondo a sus dos potenciales novias, lo que provocó un retraso de un año, para gran disgusto de los familiares de Melisenda. Las negociaciones fracasaron, pero Guillermo no sabía por qué; simplemente informa que el emperador había estado negociando secretamente con el Principado de Antioquía al mismo tiempo y decidió casarse con María de Antioquía.
Es probable que Constanza, la madre de María y regente de Antioquía, hubiera solicitado la ayuda de Manuel en ausencia de su esposo Reinaldo de Châtillon, que estaba prisionero en Alepo. También es probable que los embajadores bizantinos se enteraran de los rumores sobre la ilegitimidad de Melisenda, y Juan Cinnamo registra que aunque Melisenda era hermosa, no estaba sana. Balduino III no quería que el Imperio bizantino extendiera su control directo sobre Antioquía, pero accedió al matrimonio cuando se enteró de las negociaciones. Raimundo, sin embargo, sintió que tanto este como su hermana habían sido insultados y pagó a piratas para que asaltaran la isla bizantina de Chipre. Después de ser rechazada por el emperador, Melisenda no pudo encontrar otro marido y en su lugar entró en un convento, donde murió bastante joven.